# 玛丽安娜·彼得森
玛丽安娜·伊兰·彼得森（挪威語：Marianne Iren Pettersen，1975年12月—），生于奥斯陆，挪威足球运动员。她在整个职业生涯的98场国际比赛中攻入66球。

## 生平
1996赛季后，她从Gjelleråsen足球俱乐部转回至Asker队担任前锋，并成为了头号得分手，1998赛季的18场比赛中射入36球。1994年，她首次在挪威国家队亮相，并在对阵意大利的比赛中破门得分。
2001年1月拒绝了美国俱乐部的邀请而加入了当时欧洲唯一的职业女子球队富勒姆女子足球俱乐部。她在对阵曼城的足总杯第四轮比赛中首次出场，并在这场8-0的大胜中上演帽子戏法。之后，她被任命为新任队长。 彼得森当年也将被提名为国际足联世界足球小姐。2003年，她在参加了1996年和2000年两届奥运会后宣布退役。
2007年，她重新回到Asker队担任助理教练员，并以替补前锋的身份复出。5月19日，她在精英挪威联赛中创下了147球的进球记录。

## 荣誉

### 奥运会
- 1996年亚特兰大 - 铜牌
- 2000年悉尼 - 金牌

### 国际足联女子世界杯
- 1995年瑞典世界杯足球赛 金牌